# Cheilosia orillianensis
Cheilosia orillianensis là một loài ruồi trong họ Ruồi giả ong (Syrphidae). Loài này được Curran mô tả khoa học đầu tiên năm 1922. Cheilosia orillianensis phân bố ở miền Tân bắc